# Blosseville Kyst
Blosseville Kyst är en kust i Grönland (Kungariket Danmark).   Den ligger i kommunen Sermersooq, i den sydöstra delen av Grönland, 1 200 km öster om huvudstaden Nuuk.